# ホッラムシャフル解放戦
ホッラムシャフル解放戦（ホッラムシャフルかいほうせん）は、イラン・イラク戦争中、ホッラムシャフルをめぐる戦いである。

## 概要
1980年9月22日、イランへ侵攻したイラク軍はシャッタルアラブ川とカールーン川の合流点にある交通の要衝、ホッラムシャフルをめざし進撃した。

## 陥落
1980年10月6日、英国BBCはホッラムシャフルが陥落したと報じた。しかし、イランは事実ではないと否定、まだ市内の一部では抵抗が続いていた。10月10日、イラク軍は同市の東25km地点においてカールーン川を渡河し、迂回攻撃を実施。これにより同市は孤立する格好となった。10月24日、激戦の末ホッラムシャッフルは陥落した。

## 奪回
1982年4月24日、イラン軍はベイトル＝モガッダス作戦を発動、イラク軍はホッラムシャフルへ撤退しそこで抵抗することとなった。4月30日0030時、イラン軍は同市を占領すべく行動を開始した。5月14日、同市は孤立化し奪回寸前、との共同通信による報道がなされたが、イラク軍は頑強に抵抗していた。既に3個師団を配置させ陣地防御に当たらせていた。イラクにとって同市を失うことは政治的にも、軍事的にも敗北を意味し、フセイン政権を揺るがしかねない重大な戦略拠点となっていたのである。5月20日、イラク軍はイラン軍に対して反撃するも失敗した。5月24日、守備隊指揮官ゼイダン大佐が戦死、イラク兵達の士気は崩壊し我先にと逃亡した。イラン軍はそのまま市内に突入、事実上の無血開城に近い状態であった。イランは同市を20ヶ月ぶりに解放したのであった。5月25日、イラク軍は同市からの撤退を認めた。

## その後
この戦いの末、イラン軍によるフーゼスターン州奪還がほぼ決定的になり、イラクによるイラン侵攻は失敗し、シャッタルアラブ川の領有権回復は成功しなかった。
5月27日、イラク軍は失陥したばかりのホッラムシャフルに対し砲撃を開始、これに対し翌5月28日にイラン軍はバスラに砲撃を加えた。イラン軍によるイラク逆侵攻が現実味を帯び始めることとなった。
同市解放後、イラク軍の捕虜多数（12,000人とも19,000人とも言われるがはっきりしない）がいたが、市民に対する略奪、暴行、強姦に対する報復の為、捕虜2,000人が処刑されたとされるが詳細は明らかではない。